# Raiamas shariensis
Raiamas shariensis är en fiskart som först beskrevs av Fowler, 1949.  Raiamas shariensis ingår i släktet Raiamas och familjen karpfiskar. IUCN kategoriserar arten globalt som otillräckligt studerad. Inga underarter finns listade i Catalogue of Life.